# Pier van Vlissingen
De Pier van Vlissingen was een pier in de Westerschelde,  aan het Badstrand van Vlissingen, in de Nederlandse provincie Zeeland. De pier werd ontworpen door de architect J. Götzen. Het bouwwerk was honderdvijftig meter lang, met een achthoekig paviljoen op de kop en werd geopend in 1936. Zes jaar later, in 1942, werd het door de Duitse bezetters vernietigd.

## Toerisme
Plannen voor de bouw van de pier bestonden reeds sinds het einde van de 19e eeuw. Vanwege geldgebrek duurde het echter tot in de jaren dertig van de volgende eeuw voor er voldoende financiën waren. Toenmalig burgemeester Carel Albert van Woelderen had bij zijn aantreden in 1919 een beleid ingevoerd dat was geijkt op de drie pijlers: toerisme, de havens en de industrie. Om het toerisme te stimuleren was er in de jaren twintig reeds een vliegveld aangelegd in het noorden van Vlissingen en met de aanleg van een badstrand en het opknappen van de boulevards werd de stad een echte badplaats. De pier was onderdeel van het plan om Vlissingen als badplaats te promoten en in 1934 werd voor Boulevard Bankert begonnen met de bouw van de pier. Op 30 mei 1936 verrichtte burgemeester Van Woelderen de officiële opening van de pier, een moment dat groots werd gevierd.

## Publiekstrekker
In het achthoekige paviljoen bevond zich een restaurant met dansvloer, een toneel en een terras rondom. Door haar ligging passeerden grote schepen de pier op zo’n vijftig tot honderd meter, kleinere vissersboten kwamen zelfs op enkele meters afstand voorbij. De pier ontpopte zich dan ook tot publiekstrekker in de jaren voor de oorlog. Het begin van laatstgenoemde zou uiteindelijk het einde inluiden van de pier.

## Het einde van de pier
Tijdens de Tweede Wereldoorlog raakten de Duitsers bevreesd dat de geallieerden de pier zouden gebruiken om aan land te komen en in 1943 werd hij grotendeels door de Duitsers afgebroken. De restanten werden twee jaar na het einde van de oorlog in 1947 opgeruimd.